# Дир Гроув (Илиноис)
Дир Гроув (енгл. Deer Grove) град је у америчкој савезној држави Илиноис.

## Демографија
По попису из 2010. године број становника је 48, што је 0 (0,0%) становника више него 2000. године.
| Група             | 2000.      | 2010.      |
| Белци             | 43 (89,6%) | 47 (97,9%) |
| Афроамериканци    | 1 (2,1%)   | 0 (0,0%)   |
| Азијати           | 0 (0,0%)   | 0 (0,0%)   |
| Хиспаноамериканци | 4 (8,3%)   | 0 (0,0%)   |
| Укупно            | 48         | 48         |